# Kostel Zvěstování Panny Marie (Brno)
Kostel Zvěstování Panny Marie (známý též jako kostel Tuřanské Matky Boží či chrám Matky Boží) je farní kostel římskokatolické farnosti v Brně-Tuřanech, stojící na starobylém mariánském poutním místě. Z hlediska památkové péče je kostel nemovitou kulturní památkou. Kostel se nachází na východní straně Hanácké ulice v centru brněnské čtvrti Tuřan a představuje jejich výraznou dominantu.
Nad hlavním vchodem do kostela je socha svaté Anny, nad ní mozaika Tuřanské Matky Boží, po stranách vchodu pak sochy svatého Šebestiána a svatého Václava, při schodišti stojí socha svatého Jana Nepomuckého z roku 1728 a kamenný kříž z roku 1811. Interiéru kostela dominuje na hlavním oltáři dřevořezba Panny Marie ze 13. století s doprovodem andělů a vedle oltáře sochy svatých Cyrila a Metoděje.

## Historie

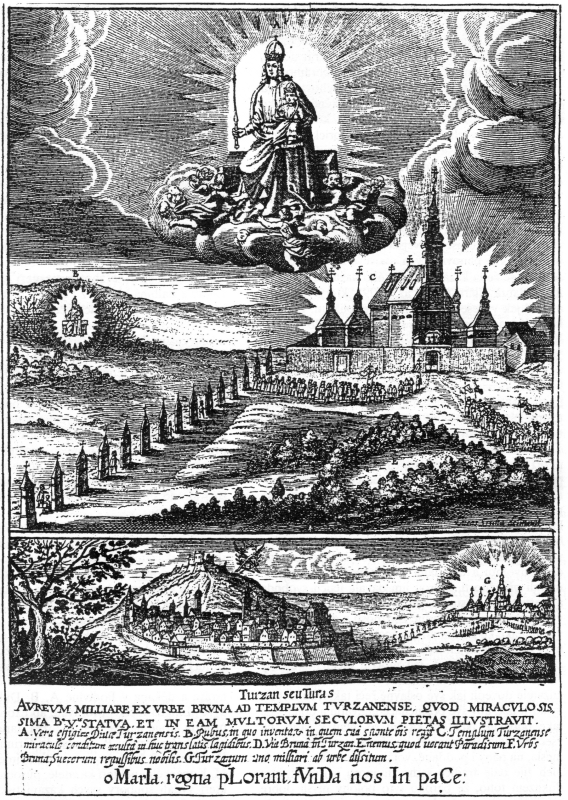
Rytina z Balbínova spisu Diva Turzanensis, 1658

Historie kostela je spjata se samou historií Tuřan jako vesnice. Podle tradice sahají dějiny tuřanského poutního místa až do doby svatých Cyrila a Metoděje. Ti měli na Moravu přinést též sošku Marie, později kolem roku 1050 znovunalezenou chrlickým rolníkem Horákem v trní. Ještě ve středověku se místo nálezu sošky stalo poutním místem, tuřanská fara je doložena ve 13. století.
Kostel je v Tuřanech doložen v letech 1318–1326 pod patrociniem sv. Anny. Počátek mariánské poutní tradice je spjat s kostelem Panny Marie, který byl postaven vedle kostela sv. Anny. Tento kostel byl v roce 1510 opraven s podporou papeže Julia II.
V průběhu času, zejména v 17. století se dále zvyšovala úcta věřících k tuřanskému poutnímu místu, mimo jiné také aktivitou olomouckého kardinála Františka z Districhštejna a tuřanského faráře Jiřího Pekaře-Pistoria, jehož zásluhou se o Tuřanech dochovalo velké množství informací.
Vzrůstající počet poutníků si časem vyžádal rozsáhlé úpravy kostela, zejména jeho rozšíření. Takto rozšířený kostel načas v době svého vpádu na Moravu znesvětili Švédové, když z kostela učinili konírnu. Tuřanská soška Panny Marie byla včas ukryta, nejprve v Brně a poté ve Vídni. Její slavný návrat do Tuřan roku 1649 měl podobu velkého procesí. V té době si Tuřany oblíbil Bohuslav Balbín, autor knihy Diva Turzanensis vydané roku 1658. O osm let později přišli do Tuřan jezuité. Patronátní právo a tuřanský statek jim daroval olomoucký biskup Karel II. Tuřanský statek jezuité spravovali společně s řečkovickým panstvím. V Tuřanech si postavili rezidenci. Asi v druhé polovině 17. století byl kolem starého kostela zbudován čtyřkřídlý obdélný ambit se čtveřicí kaplí v nárožích. Roku 1693 započali jezuité vedle starého kostela se stavbou kaple zasvěcené svaté Anně. Autorem projektu byl Jan Křtitel Erna. Kaple byla do podoby dnešního barokního kostela rozšířena v letech 1804–1806. Starý kostel byl roku 1810 zbořen a jeho mariánské patrocinium přešlo na nový, rozšířený kostel. Ten byl v letech 1888–1891 opatřen nepříliš obvyklým barokním dvojvěžím, spojeným s kostelem arkádou a otevřenou sloupovou galerií. Jednou z dodatečně zbudovaných kaplí kostela je též kaple Zjevení Panny Marie v trní, postavená roku 1901 zhruba v místě presbytáře starého zbořeného kostela.

## Vedlejší pamětihodnosti

Půdorys kostela

- Jezuitská rezidence – v současnosti radnice městské části Brno-Tuřany, postavena podle projektu Jana Křtitele Erny. Jako rezidence byla zrušena roku 1773 a následně upravena na lihovar. K utilitární úpravě průčelí došlo v 19. století
- Sousoší Panny Marie – barokní dílo z 2. čtvrtiny 18. století obklopené šestibokou balustrovou zídkou
- Kaple Zjevení Panny Marie v trní – zbudována v roce 1901 jižně od kostela
- Kaple Panny Marie (též kaple padlých) – šestiboká patrová raně barokní kaple s nízkou stanovou střechou